# Surville (Calvados)
Surville – miejscowość i gmina we Francji, w regionie Normandia, w departamencie Calvados.
Według danych na rok 1990 gminę zamieszkiwało 290 osób, a gęstość zaludnienia wynosiła 60 osób/km² (wśród 1815 gmin Dolnej Normandii Surville plasuje się na 604. miejscu pod względem liczby ludności, natomiast pod względem powierzchni na miejscu 896.).